# 聯排別墅
聯排別墅（英語：townhouse）是排屋的一種。現代的聯排別墅大多有多層高度，內部房間面積較小。在歷史上，聯排別墅多是富裕階級在城市的住宅，如英國聯排別墅 。